# Титан V
Титан V (на английски: Titan V) е последна версия на Титан и последна разработка на Мартин по отношение на семейството ракети Титан.

## Проект
Титан V е последния носител конструиран от Мартин, с който компанията се надява да влезе в 21 век. Титан V е конструирана на базата на Титан IV, но с използването на двигатели с криогенни компоненти – течен водород (LH2) и течен кислород (LOX) за първата степен на ракетата. Разработката на Мартин има за цел да удължи живота на Титан и през новото хилядолетие. Титан V трябва да се превърне в един от най-мощните съществуващи носители, но губи конкурса от тежкия носител Атлас V на фирмата Конвеър.